# Solanum glaucescens
Solanum glaucescens är en potatisväxtart som beskrevs av Joseph Gerhard Zuccarini. Solanum glaucescens ingår i släktet skattor som ingår i familjen potatisväxter. Inga underarter finns listade i Catalogue of Life.